# Banks Springs
Banks Springs – jednostka osadnicza w Stanach Zjednoczonych, w stanie Luizjana, w parafii Caldwell.